# Legge 19 dicembre 1992, n. 488
La legge 19 dicembre 1992 n. 488 è una legge dello Stato Italiano emanata nel 1992 che ha sostituito, in termini di politica degli incentivi per il Mezzogiorno d'Italia, le vecchie normative (abrogando ciò che restava della AgenSud, ex-Cassa del Mezzogiorno) e ha esteso i benefici non solo al Sud, ma anche ad altre aree del Paese definite depresse.
La legge è divenuta operativa a partire dal 1996, con l'emissione dei primi bandi.

## Settori interessati
Gli stanziamenti sono avvenuti con le diverse leggi finanziarie dello stato, mentre l'istruttoria dei progetti delle imprese è stato affidato alle banche concessionarie o agenti e la validazione finale al Ministero dello Sviluppo Economico.
I settori interessati sono stati all'inizio solo il manifatturiero e successivamente quello turistico, delle costruzioni e del commercio. La legge nel 2005 ha subito notevoli modifiche nelle modalità di funzionamento e dal 2007 non è stata più rifinanziata essendosi il Governo della Repubblica Italiana orientato verso altre forme di incentivi, come il credito d'imposta per gli investimenti realizzati.

## Gestione dei finanziamenti
La gestione è stata affidata a Banche ed Istituti di Credito denominate "concessionarie" le quali, a fronte di una convenzione con la quale percepivano una commissione, fornivano un servizio che andava dall'attività di istruttoria fino a quella della relazione finale.